# Delorazepam

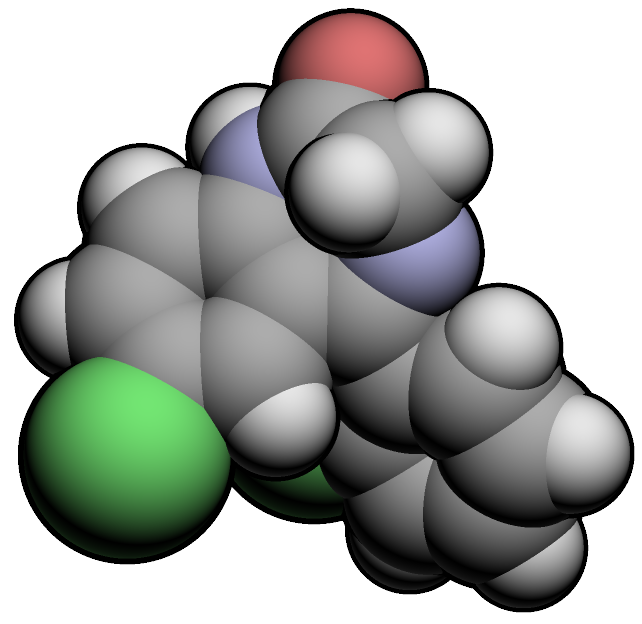
La molecola di delorazepam secondo le sfere di Van de Waals

Il Delorazepam, venduto con il nome commerciale di EN, è una benzodiazepina.

## Indicazioni terapeutiche
Delorazepam è indicato principalmente per il trattamento di stati d'ansia. Altri usi possono essere: squilibri emotivi collegati a stress, ambientali e ad affezioni organiche acute e/o croniche, distonie neurovegetative e somatizzazioni dell'ansia a carico di vari organi ed apparati, nevrosi depressive, agitazione psicomotoria, stati psicotici a forte componente ansiosa e con alterazioni dell'umore e infine disturbi del sonno di varia origine.
A causa della sua più lunga emivita di eliminazione è considerato superiore al lorazepam. Rispetto ai farmaci antidepressivi paroxetina e imipramina, il delorazepam si è dimostrato più efficace nel breve termine, ma dopo 4 settimane gli antidepressivi hanno mostrato effetti ansiolitici superiori.
Il delorazepam è anche usato come premedicazione per la fobia dentale grazie alle sue proprietà ansiolitiche. H Dosi elevate di delorazepam possono essere somministrate la sera prima di un intervento odontoiatrico (o di altro tipo) per alleviare l'insonnia associata all'ansia durante la notte, con effetti che persistono abbastanza a lungo da trattare adeguatamente l'ansia il giorno successivo.
Il delorazepam ha anche dimostrato efficacia nel trattamento dell'astinenza da alcol.

### Disponibilità
Il delorazepam è disponibile in compresse e in gocce liquide. La formulazione in gocce liquide viene assorbita più rapidamente e ha una migliore biodisponibilità. È disponibile anche come soluzione iniettabile per somministrazione endovenosa e intramuscolare.

## Farmacologia
Il delorazepam viene assorbito bene dopo la somministrazione, raggiungendo i livelli plasmatici massimi entro 1-2 ore. Ha un'emivita di eliminazione molto lunga e può essere ancora rilevato 72 ore dopo la somministrazione.[16] La biodisponibilità è di circa il 77%. I livelli plasmatici massimi si raggiungono poco più di un'ora dopo la somministrazione. A causa del suo metabolismo lento, si verifica un accumulo significativo di delorazepam; gli anziani metabolizzano il delorazepam e il suo metabolita attivo più lentamente rispetto ai soggetti più giovani, con conseguente accumulo più rapido di una dose di delorazepam e raggiungimento di una concentrazione plasmatica massima più elevata rispetto a una dose equivalente somministrata a un soggetto più giovane. 
Gli anziani hanno anche una risposta più scarsa agli effetti terapeutici e un tasso più elevato di effetti avversi. L'emivita di eliminazione del delorazepam è di 80-115 ore. Il metabolita attivo del delorazepam è il lorazepam e rappresenta circa il 15-24% del farmaco originario (delorazepam). La farmacocinetica del delorazepam non è alterata se assunto a stomaco pieno, ad eccezione di un leggero rallentamento dell'assorbimento.  La potenza del delorazepam è approssimativamente uguale a quella del lorazepam, essendo dieci volte più potente in peso rispetto al diazepam (1 mg di delorazepam = 1 mg di lorazepam = 5 mg di diazepam), le dosi tipiche variano da 0,5 mg a 2 mg. Il trattamento viene generalmente iniziato con 1 mg per gli adulti sani e 0,5 mg nei pazienti pediatrici e geriatrici e nei pazienti con insufficienza renale lieve; il trattamento è controindicato nei pazienti con insufficienza renale moderata o grave.

## Effetti indesiderati e controindicazioni
Gli effetti indesiderati più comuni sono: sonnolenza, ottundimento delle emozioni, riduzione della vigilanza, confusione, affaticamento, cefalea, vertigini, debolezza muscolare, atassia, visione doppia. Altre reazioni avverse, meno comuni, sono: disturbi gastrointestinali, cambiamenti nella libido e reazioni a carico della cute, costipazione, incontinenza urinaria, tremori, eruzioni cutanee, ipotensione, stati di eccitazione paradossa, nausea.
L'uso prolungato di delorazepam (così come di tutte le altre benzodiazepine) ha dimostrato di aumentare i deficit cognitivi a lungo termine (che persistono per più di sei mesi), deficit che alcuni ricercatori ritengono permanenti. L'uso a breve termine può occasionalmente causare depressione e il rischio di sintomi depressivi aumenta considerevolmente con l'uso prolungato. Il delorazepam non deve essere utilizzato per più di 2-4 settimane, a meno che non sia usato solo occasionalmente, secondo necessità. Quando viene utilizzato secondo necessità, la necessità della terapia con delorazepam deve essere rivalutata ogni volta che viene prescritta una nuova ricetta e devono essere presi in considerazione farmaci alternativi se i pazienti iniziano ad assumere delorazepam abitualmente (per molti giorni consecutivi).
L'effetto più grave dell'uso prolungato di delorazepam è la dipendenza, con l'insorgere di sintomi da astinenza che imitano il delirium tremens e si manifestano quando si interrompe l'uso del farmaco. Sebbene gli effetti di astinenza da delorazepam siano generalmente meno gravi rispetto ai suoi omologhi a più breve durata d'azione, possono essere pericolosi per la vita. Per ridurre al minimo la gravità dell'astinenza, si consiglia generalmente di far predisporre allo psichiatra un piano di riduzione graduale del dosaggio di delorazepam nell'arco di settimane o mesi. È noto che gli effetti psicologici dell'astinenza, come l'ansia di rimbalzo e l'insonnia, possono persistere per mesi dopo che la dipendenza fisica è stata trattata con successo.
Il delorazepam è controindicato nei soggetti con schizofrenia grave o disturbi schizoaffettivi, nei soggetti con allergia o ipersensibilità nota al delorazepam o alle benzodiazepine correlate e nei soggetti con insufficienza renale da moderata a grave (il delorazepam è talvolta somministrato a dosi ridotte ai pazienti con insufficienza renale lieve). Il delorazepam è generalmente considerato controindicato nei pazienti con malattie acute o croniche gravi, ma è occasionalmente utilizzato nelle cure palliative dei pazienti terminali durante gli ultimi giorni/settimane di vita.
Si ritiene che i pazienti con una storia di abuso di sostanze e/o alcol abbiano un rischio maggiore di abuso di delorazepam (così come di tutte le altre benzodiazepine). 
Sebbene tutti i pazienti in trattamento con delorazepam debbano essere monitorati regolarmente per individuare eventuali segni di uso e diversione del farmaco, è sempre necessario un monitoraggio più attento dei pazienti con una storia di abuso di sostanze e/o alcol. È stato riscontrato un uso non terapeutico di benzodiazepine in pazienti a cui sono state prescritte su necessità per ansia cronica/refrattaria, insonnia e spasmi muscolari intermittenti, che generalmente si manifesta molto lentamente, diventando evidente solo dopo mesi o anni dall'inizio della terapia. Il monitoraggio dei pazienti che assumono attivamente delorazepam non deve mai essere interrotto, anche se i pazienti sono stabili con il farmaco da molti mesi o anni.
Si deve usare cautela quando il delorazepam viene somministrato insieme ad altri farmaci sedativi (ad es. oppiacei, barbiturici, farmaci Z e fenotiazine) a causa di un aumento del rischio di sedazione, atassia e depressione respiratoria (potenzialmente fatale). Sebbene il sovradosaggio delle sole benzodiazepine raramente provochi la morte, la combinazione di benzodiazepine e altri sedativi (in particolare altri farmaci gabaminergici come i barbiturici e l'alcol) risulta in una probabilità di decesso molto più alta.

## Precauzioni particolari
Le persone con insufficienza renale in emodialisi hanno un tasso di eliminazione lento e un volume di distribuzione ridotto del farmaco.  Le malattie epatiche hanno un effetto profondo sul tasso di eliminazione del delorazepam, con un conseguente raddoppio dell'emivita a 395 ore, mentre i pazienti sani hanno mostrato un'emivita di eliminazione media di 204 ore. Si raccomanda cautela nell'uso del delorazepam in pazienti con malattie epatiche.